# خاور دور روسیه

ناحیه فدرالی خاور دور.

خاور دور روسیه (به روسی: Дальний Восток России، تلفظ: دالْنی وُستوک رُسیی) قسمت روسی ناحیه وسیعی از شرق قاره آسیا است که در مجموع با عنوان خاور دور شناخته می‌شود.
خاور دور روسیه در منتهی‌الیه شرق روسیه بین دریاچه بایکال و اقیانوس آرام قرار گرفته و حدود یک سوم از مساحت روسیه را دربر می‌گیرد. جمعیت ناحیه فدرالی خاور دور حدود ۶٫۳ میلیون نفر است که بیشتر آن‌ها روس‌تبار و اوکراینی‌تبار هستند و بیشتر در قسمت‌های جنوبی این ناحیه فدرال زندگی می‌کنند.
این ناحیه دارای تنوع گوناگون نواحی جغرافیایی است که از شمال به اقیانوس منجمد شمالی، از خاور به دریای برینگ و از جنوب به دریای اختسک راه می‌یابد. منطقه سیبری شرقی، شبه‌جزیره چوکچی و شبه‌جزیره کامچاتکا در ناحیه فدرالی خاور دور روسیه قرار دارند.
از سال ۲۰۰۰ بر اساس تصمیم ولادیمیر پوتین، ۹ واحد فدرال روسیه در کنار همدیگر ناحیه فدرالی خاور دور را تشکیل دادند.

## جمعیت

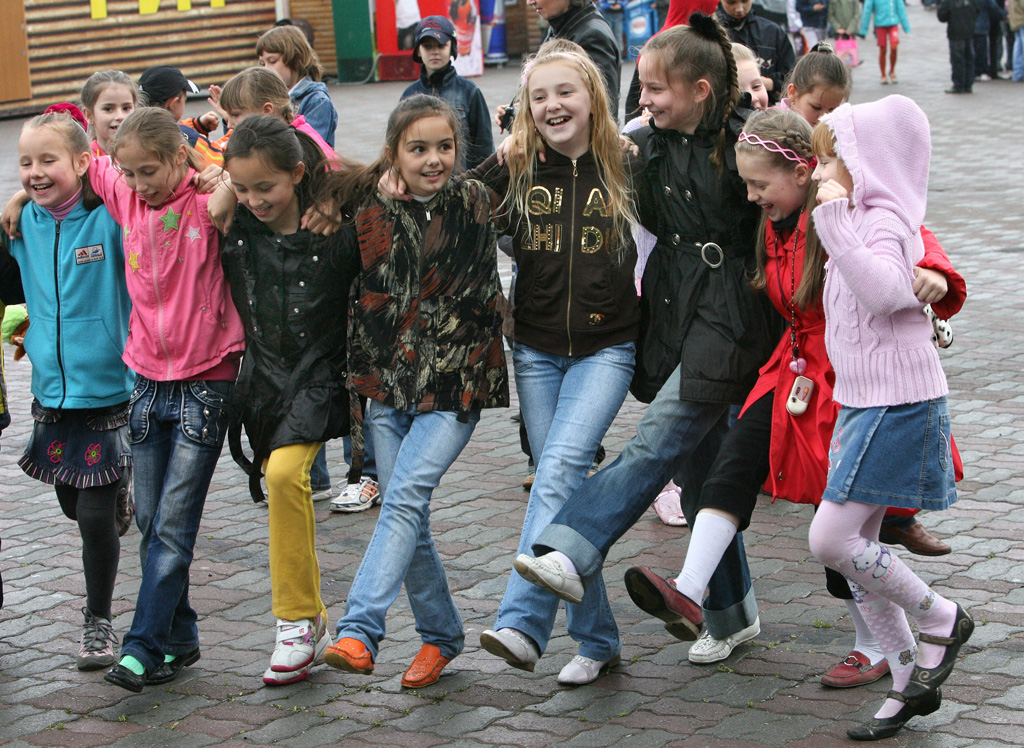
کودکان اهل ولادی‌وستوک روز جهانی کودک را جشن گرفته‌اند.

بر اساس سرشماری سال ۲۰۱۰ روسیه، ناحیه فدرالی خاور دور ۶٫۲۹۳٫۱۲۹ نفر جمعیت دارد. بیشتر این افراد در مناطق جنوبی این ناحیه زندگی می‌کنند. برخلاف پهناوری این ناحیه جمعیت ۶٫۳ میلیونی آن بسیار ناچیز است و پراکندگی جمعیتی این ناحیه کمتر از ۱ نفر در هر کیلومتر مربع است به طوری که از لحاظ پراکندگی جمعیت یکی از کم‌تراکم‌ترین مناطق در جهان محسوب می‌شود.
پس از فروپاشی اتحاد جماهیر شوروی جمعیت این ناحیه به شدت رو به کاهش گذاشت و در عرض ۱۵ سال ۱۴٪ از جمعیت آن کم شد. پیش‌بینی می‌شود تا سال ۲۰۱۵ جمعیت آن به ۴٫۵ میلیون نفر کاهش یابد، با این حال دولت روسیه بحث‌ها و برنامه‌هایی برای جلوگیری از این روند و بازگرداندن جمعیت دارد.

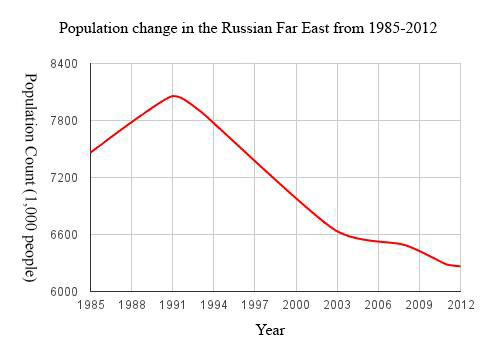
نمودار تغییرات جمعیتی در خاور دور روسیه

از لحاظ نژادی روس‌ها و اوکراینی‌ها اغلب جمعیت این ناحیه را تشکیل می‌دهند.
۷۵ ٪ جمعیت ناحیه فدرالی خاور دور در شهرها زندگی می‌کنند. مهم‌ترین شهرهای این ناحیه عبارتند از:
- ولادی‌وستوک
- خاباروفسک
- کامسامولسک بر آمور
- بلاگووشچنسک
- یاکوتسک
- پتروپاولوفسک-کامچاتسکیی
- یوژنو-ساخالینسک
- ناخودکا
- اوسورییسک